# هارالد کارمان
هارالد کارمان (استونیایی: Harald Kaarmann; ۱۲ دسامبر ۱۹۰۱ – ۱۹ اوت ۱۹۴۲) بازیکن فوتبال اهل استونی بود.
وی به همراه تیم ملی فوتبال استونی در بازی‌های المپیک تابستانی ۱۹۲۴ شرکت کرده است.